# Rainha Internacional do Café 2014
Rainha Internacional do Café 2014 (em espanhol Reinado Internacional del Café 2014) foi a 43ª edição do tradicional concurso de beleza feminino Rainha Internacional do Café, que é realizado anualmente durante a Feira de Manizales, considerado um evento que é "patrimônio cultural" da Colômbia. O certame reuniu cerca de mais de vinte países juntamente com suas representantes nacionais. A vencedora da edição passada, a venezuelana Ivanna Colman, coroou sua sucessora ao título, a brasileira Priscilla Durand, no final do evento.

## Resultados

### Colocação
| Posição        | País e Candidata               |
| Rainha do Café | - Brasil - Priscilla Durand    |
| 2º. Lugar      | - Colômbia - Estefanía Muñoz   |
| 3º. Lugar      | - Espanha - María Benítez      |
| 4º. Lugar      | - Paraguai - Noélia Díaz       |
| 5º. Lugar      | - Uruguai - Antonella González |

### Prêmios Especiais
Foram distribuídos os seguintes prêmios especiais este ano: 
| Prêmio          | País e Candidata                |
| Miss Simpatia   | - El Salvador - Stefani Rebollo |
| Melhor Rosto    | - Colômbia - Estefanía Muñoz    |
| Melhor Cabelo   | - Paraguai - Noélia Díaz        |
| Melhores Pernas | - Brasil - Priscilla Durand     |

### Rainha da Polícia
Escolhidas pelos oficiais da corporação de Manizales:  
| Colocação  | País e Candidata                                                                                                  |
| 1          | - Uruguai - Antonella González                                                                                    |
| Finalistas | - Brasil - Priscilla Durand - Colômbia - Estefanía Muñoz - Costa Rica - Jasmin Hernandéz - Paraguai - Noélia Díaz |

## Jurados

### Final
1. Jhon Loaiza, produtor de eventos;
2. Ana Lucia Dominguez, atriz colombiana;
3. Jorge Duque, fisioterapeuta

## Candidatas
As candidatas que disputaram essa edição:  
| - Alemanha - Manou Völkmer - Argentina - Stefanía Incadela - Aruba - Giorgina Martinus - Bahamas - Lashanda Wildgoose - Bolívia - Alejandra Castillo - Brasil - Priscilla Durand - Canadá - Rasela Mino - Colômbia - Estefanía Muñoz | - Costa Rica - Jasmin Hernandéz - Equador - María Romero - El Salvador - Stefani Rebollo - Espanha - María Benítez - Estados Unidos - Gabriela Warner - Guatemala - Andrea Morales - Haiti - Cassandra Paul - Honduras - Adriana Redondo | - Paraguai - Noélia Díaz - Peru - Leonela Alzamora - Portugal - Elisabete Rodrigues - Porto Rico - Delinette Mercado - República Dominicana - Carmen Guzmán - Uruguai - Antonella González - Venezuela - Daniela Reyes |

## Histórico

### Desistência
- México - Estefanía Rivera 
  - Deixou a competição às pressas pois sua mãe sofreu um infarto.

## Crossovers
Candidatas que participaram de outros concursos: 
| Miss Mundo - 2013: Bolívia - Alejandra Castillo - 2013: Portugal - Elisabete Rodrigues Miss Terra - 2011: Alemanha - Manou Völkmer Miss Internacional - 2013: República Dominicana - Carmen Guzmán Miss Intercontinental - 2013: Costa Rica - Jasmin Hernandéz (Semifinalista) Miss Continentes Unidos - 2012: Guatemala - Andrea Morales - 2013: Costa Rica - Jasmin Hernandéz Rainha Mundial da Banana - 2012: Peru - Leonela Alzamora - 2013: Alemanha - Manou Völkmer (Vencedora) | Miss Mundo Universitária - 2012: Canadá - Rasela Mino Rainha da Costa Maya Internacional - 2013: Guatemala - Andrea Morales Rainha Internacional da Pecuária - 2013: Argentina - Stefanía Incadela Miss Global International - 2013: Bahamas - Lashanda Wildgoose (3º. Lugar) Miss Exclusive of the World - 2013: Alemanha - Manou Völkmer Miss Model Intercontinental - 2012: Equador - María Romero (Vencedora) Miss Teen Continental - 2013: Haiti - Cassandra Paul |

## Ver Também
- Rainha Internacional do Café
- Rainha Internacional do Café 2013
- Rainha Internacional do Café 2015